# 니시코쿠라역
니시고쿠라역(일본어: 西小倉駅)은 일본 후쿠오카현 기타큐슈시 고쿠라기타구에 위치한 규슈 여객철도 소속 철도역이며, 닛포 본선, 가고시마 본선, 히타히코산 선의 정차역이다.

## 타는 곳
| 1     | ■ 닛포 본선     | (하행) | 조노 · 유쿠하시 · 오이타 방면      |
| 1     | ■ 히타히코산 선 |        | 다가와고토지·히타 방면             |
| 2 · 3 | ■ 닛포 본선     | (상행) | 고쿠라 · 모지 항 · 시모노세키 방면 |
| 4     | ■ 가고시마 본선 | (하행) | 오리오 · 하카타 · 오무타 방면      |
| 5     | ■ 가고시마 본선 | (상행) | 고쿠라 · 모지 항 · 시모노세키 방면 |

## 역 주변
- 기타큐슈 시청
- 고쿠라기타 구청
- 고쿠라기타 경찰서
- 가쓰야마 공원
- 일본화물철도 규슈지사
- 규슈 여객철도 북부큐슈지역 본사
- 고쿠라 D.C. 타워

## 인접 역
| 닛포 본선                 | 닛포 본선       | 닛포 본선                       |
| ------------------------- | --------------- | ------------------------------- |
| 고쿠라 방면               | ■ 쾌속 · 보통   | 미나미고쿠라 가고시마 중앙 방면 |
| 히타히코산 선 (닛포 본선) |                 |                                 |
| 고쿠라 방면               | ■ 쾌속          | 조노 가고시마 중앙 방면         |
| 고쿠라 방면               | ■ 보통          | 미나미고쿠라 가고시마 중앙 방면 |
| 가고시마 본선             |                 |                                 |
| 고쿠라 모지코 방면        | ■ 쾌속 · 준쾌속 | 도바타 가고시마 방면            |
| 고쿠라 모지코 방면        | ■ 쾌속 · 보통   | 규슈코다이마에 가고시마 방면    |